# Barney Barton
Barney Barton es un antihéroe de ficción que aparece en los cómics estadounidenses publicados por Marvel Comics. Barney es el hermano de Sabrina y del Ojo de Halcón.

## Historial de publicaciones
Apareció por primera vez en The Avengers, vol. 1 # 64 (mayo de 1969) y fue creado por Roy Thomas y Gene Colan. El personaje iría a aparecer en las historias y los títulos relacionados con Hawkeye en Avengers vol. 1 # 65 (junio de 1969), Avengers vol. 1 # 228 - 229 (febrero - marzo de 1983), Hawkeye vol. 1 # 1 (septiembre de 1983), Solo Avengers # 2 (enero de 1988) y Hawkeye vol. 3 # 1 - 6 (diciembre de 2003 - mayo de 2004).
La serie limitada Hawkeye: Blindspot # 1 - 4 (abril - julio de 2011) vio a Barney Barton regresar como un supervillano disfrazado conocido como Trickshot. Más tarde se unió a la segunda encarnación de Vengadores Oscuros de Norman Osborn en New Avengers vol. 2 # 18 - 22 (enero - abril de 2012) y The Avengers vol. 4 # 24 (mayo de 2012).
Trickshot comenzó a aparecer como un personaje regular en la serie Dark Avengers, comenzando con Dark Avengers # 175.

## Biografía
Barney Barton nació en Waverly, Iowa. Perdió a sus dos padres a una edad temprana cuando su padre, un alcohólico abusivo, perdió el control de su automóvil y chocó con un árbol. Barney y sus hermanos fueron enviados a un orfanato. Permanecieron allí durante seis años antes de huir para unirse al Carson Carnaval de Traveling Wonder como peones. El Espadachín, un miembro del carnaval con un acto de espada popular, seleccionó a Clint como su nuevo asistente. Sintiéndose ignorado, Barney se puso celoso y amargado. Más tarde, cuando Clint resultó gravemente herido por el Espadachín por descubrir su plan de malversación, Barney condenó a su hermano por no ser leal a su mentor. Barney, ya harto del carnaval, decidió alistarse en el ejército. Sugirió que Clint debería unirse a él y empezar de nuevo. Clint rechazó su oferta. Barney le dijo a su hermano que la oferta seguía en pie, y que lo esperaría si cambiaba de opinión. A la mañana siguiente, Barney se detuvo en la estación de autobuses, esperando y esperando que su hermano cambiara de opinión. Cuando Clint no se presentó, un afligido Barney subió al autobús y dejó atrás su vida anterior. Cuando el autobús partía, Clint llegó, habiendo cambiado de opinión. Sin embargo, llegó demasiado tarde.
Barney luego se convirtió en agente del FBI. Su primera tarea fue trabajar encubierto como guardaespaldas de un criminal llamado Marko. Desconocido para él, Clint y su nuevo mentor Trick Shot intentaron robar la mansión del criminal. Barney recibió un disparo con una flecha por parte de Clint. Cuando Clint se enteró de lo que había hecho, se negó a dejar el lado de su hermano y se volvió contra Trick Shot. Trick Shot hirió a Clint con una flecha y se fue.
Su siguiente tarea encubierta fue posar como un mafioso. Se le acercó Egghead, que le ofreció a Barney un lugar en su villano estación espacial a cambio de fondos. Cuando Barney rechazó la oferta, Egghead (en realidad, un robot enviado por el verdadero Egghead) lo atacó. Con sus guardaespaldas asesinados, Barney se dirigió a los Vengadores (cuyas filas incluían a su hermano Clint, y luego usaron la identidad de Goliat) para ayudar a detener al supervillano. Barney y los Vengadores lucharon contra Egghead y sus soldados robot dentro de la estación espacial del villano. Durante la batalla, Barney sacrificó su vida para destruir el mortal proyector de Egghead. Después del funeral, Clint recibió una carta del agente del FBI, Allan Scofield que revela la doble vida de Barney. La carta también reveló que Barney estaba al tanto de la doble vida de Clint.
Desconocido para Hawkeye y los Vengadores, el cuerpo de Barney fue robado por Egghead. Egghead descubrió que Barney todavía mostraba débiles signos vitales y lo colocó en una cámara de curación. Más tarde, Egghead fue asesinado inadvertidamente por Hawkeye en una batalla con los Vengadores, dejando a Barney suspendido y olvidado en la cámara de curación. Más tarde fue descubierto por el Barón Zemo. Zemo, que tenía un resentimiento personal contra Hawkeye, manipuló a Barney para que se volviera contra su hermano. Barney y su nuevo "benefactor" alistaron al antiguo mentor de Hawkeye, Trick Shot (cuyo cáncer había regresado) para entrenarlo a ser tan hábil con un arco y una flecha como su hermano. Una vez que se completó el entrenamiento, Trick Shot recibió un duro golpe y se permitió que su cáncer se pudriera. Barney luego entregó un Trick Shot moribundo a la Torre de los Vengadores como un mensaje a Hawkeye. Más tarde, mientras investigaba la muerte de su antiguo mentor, Hawkeye fue emboscado por su hermano. Declarando a sí mismo como el nuevo Trick Shot (alterándolo a Trickshot), Barney sometió a Hawkeye y lo entregó al Barón Zemo. Zemo hizo que los hermanos se batieran en duelo por la muerte. Hawkeye (a pesar de quedar ciego por una lesión anterior con el tercer Ronin) logró el mejor Trickshot en la batalla. Antes de teletransportarse, Zemo transfirió los fondos criminales de Trickshot al "vencedor" Hawkeye, y luego se burló del héroe por volver a su hermano contra él. Mientras estuvo bajo custodia, Trickshot aceptó un trasplante de médula ósea para salvar la vista de su hermano, pero solo para poder combatir con Hawkeye nuevamente en el futuro.
Norman Osborn luego simula la muerte de Trickshot en su cama de hospital mientras Norman invita a Trickshot a unirse a su segunda encarnación de Vengadores Oscuros. A pesar del éxito inicial del nuevo equipo, finalmente fue derrotado en una pelea con Pájaro Burlón cuando subestimó sus capacidades, ya que Pájaro Burlón había sido mejorado recientemente por el híbrido Suero Super Soldado / Formula Infinita. Después de ser arrestado, a Trickshot y al resto de los villanos (a excepción de Superia y Gorgon) se les ofrecen oraciones reducidas a cambio de iniciar sesión con el programa Thunderbolts. Barney permanece con el equipo hasta que los Vengadores Oscuros escapan de sus manejadores y se disuelvan.
Algún tiempo después de la disolución del grupo, un Barney desamparado y sin hogar se va a vivir con Clint, con quien aparentemente se reconcilió, en su nuevo departamento.
Como parte de All-New All-Different Marvel, se revela que Barney había robado la riqueza de Clint y se había mudado a una isla privada para formar una familia con Simone, uno de los antiguos vecinos de Clint. En "All-New Hawkeye", se la conoce con el nombre de "Cheryl" a pesar de ser referida como "Simone" en Hawkeye (volumen 4). A pesar de esto, los dos hermanos se mantienen en buenos términos. Incluso ayudó a Clint y Kate a rescatar a los niños de Proyecto Comunión de HYDRA y S.H.I.E.L.D.

## Poderes y habilidades
Barney Barton es un exagente del FBI altamente capacitado y es un tirador experto, atleta excepcional y combativo mano a mano con reflejos increíbles. Más tarde fue entrenado por Buck Chisholm, el mismo hombre que entrenó a Hawkeye, para convertirse en un arquero altamente habilidoso que muestra una precisión asombrosa. Como Trickshot, Barney usa una variedad de flechas afiladas, incluidas flechas trucadas como flechas explosivas y flechas de bola.

## En otros medios

### Televisión
- Se hace referencia a Barney Barton en el episodio Iron Man: Armored Adventures "The Hawk and the Spider". Hawkeye menciona que su hermano Barney está en deuda con el Conde Nefaria.